# Awtopribor (przystanek kolejowy)
Awtopribor (ros. Автоприбор) – przystanek kolejowy w miejscowości Włodzimierz, w obwodzie włodzimierskim, w Rosji. Położony jest na nowym szlaku Kolei Transsyberyjskiej.
Nazwa pochodzi od pobliskich zakładów Awtopribor.